# Type 2 Ke-To
Xe tăng hạng nhẹ Ke-To Kiểu 2 (二式軽戦車 ケト Nishiki keisensha Ke-To?) là một kiểu xe tăng hạng nhẹ của Lục quân Đế quốc Nhật Bản sử dụng trong Thế chiến thứ hai. Đây là kiểu xe tăng được cải tiến từ Ke-Ni Kiểu 98 với mục tiêu thay thế kiểu xe tăng hạng nhẹ chính của Nhật lúc bấy giờ là Ha-Go Kiểu 95.

## Lịch sử phát triển
Những khuyết điểm trong thiết kế của xe tăng Kiểu 98 đối với Lục quân Đế quốc Nhật Bản đã ngày càng thể hiện rõ khi Chiến tranh Thái Bình Dương bùng nổ. Mặc dù trong các trận đánh tại Trung Quốc trước đó, kiểu xe tăng này đã tỏ ra hiệu quả trong việc yểm trợ bộ binh tấn công nhưng đó là trước Quân đội Cách mạng Quốc dân trang bị vũ khí yếu kém, đặc biệt là thiếu tăng và vũ khí chống tăng. Tuy nhiên, khi phải đối đầu các loại xe tăng của quân Đồng Minh như M4 Sherman có hỏa lực mạnh hơn và lớp thép dày hơn, nó đã trở nên yếu thế hoàn toàn.
Những nỗ lực nhằm tạo ra một phiên bản cải tiến với hỏa lực mạnh hơn đã hoàn thành vào cuối năm 1942; tuy nhiên, do lượng thép sản xuất được vào thời điểm này phải tập trung cho việc đóng mới chiến hạm của Hải quân Đế quốc Nhật Bản nên dự án này đã phải hoãn lại. Công việc sản xuất Ke-To Kiểu 2 chỉ bắt đầu vào năm 1944, khi mà các cơ sở công nghiệp Nhật Bản đã bị tàn phá nặng nề bởi các cuộc ném bom của không quân Mỹ, cũng như tình trạng thiếu hụt nguyên liệu trầm trọng. Do đó, chỉ có một số lượng cực ít là 34 chiếc được sản xuất từ đó cho đến khi Nhật Bản đầu hàng.

## Thiết kế
Ke-To Kiểu 2 được phát triển dựa trên kiểu xe tăng thử nghiệm Kiểu 98B "Otsu" với sự giống nhau về khung gầm, động cơ và hệ thống giảm xóc kiểu Christie. Tuy nhiên, hỏa lực chính đã được nâng cấp mạnh mẽ hơn với một khẩu pháo chống tăng Kiểu 1 37 mm có vận tốc đạn 810 m/giây. Điều này đòi hỏi một sự thay đổi trong thiết kế tháp pháo của xe, lớn hơn và cấu trúc hình trụ rõ nét hơn. Ngoài ra, xe còn được trang bị thêm súng máy 7,7 mm.

## Lịch sử hoạt động
Theo dự tính ban đầu của lục quân, Ke-To Kiểu 2 sẽ đóng vai trò trong các chiến dịch đổ bộ đường không, yểm trợ cho các đơn vị đặc biệt và lính dù với việc vận chuyển bằng phương pháp đặc biệt thông qua các tàu lượn hạng nặng có sự trợ giúp của máy bay. Người Nhật đã lấy ý tưởng này dựa trên xe tăng Tetrarch của quân đội Anh. Tuy nhiên, vào thời điểm Ke-To được đưa vào sản xuất, quân đội Nhật Bản đã mất đi khả năng mở những cuộc tấn công trên chiến trường, và nhiều chiếc xe tăng đã được đưa đến các sư đoàn bộ binh làm nhiệm vụ phòng thủ quần đảo chính Nhật Bản trước cuộc đổ bộ dự kiến sắp tới của quân Đồng Minh. Không một chiếc Ke-To Kiểu 2 nào được sử dụng trong chiến đấu cho đến tận khi chiến tranh kết thúc.